# Tunggiya
Tunggiya est le nom d'un clan Mandchou sous la dynastie Qing.

## Membres notables
- impératrice Xiaokangzhang (en) (1638–1663), mère de l'empereur Kangxi.
- impératrice Xiaoyiren (en) († 1689), seconde épouse de l'empereur Kangxi.
- Longkodo, haut-fonctionnaire mort en 1728.
- impératrice Xiaoshencheng (en) (1792–1833), seconde épouse de l'empereur Daoguang.

## Source de la traduction
- (en) Cet article est partiellement ou en totalité issu de l’article de Wikipédia en anglais intitulé « Tunggiya » (voir la liste des auteurs).